# Постредактирование
Постредактирование (postediting) – процесс, заключающийся в обработке машинного перевода для достижения приемлемого качества. Человека, занимающегося постредактированием, называют постредактором. Концепция постредактирования связана с концепцией предредактирования (pre-editing). Наилучшего результата при переводе с помощью машинного перевода можно достичь путём предредактирования исходного текста и постредактирования полученного из машины текста. Постредактирование отличается от просто редактирования, которое означает обработку текста, созданного человеком. Текст, который прошёл этап постредактирования, также может быть передан редактору для исправления стилистических, грамматических и лексических ошибок.
Постредактирование включает в себя исправление результатов машинного перевода для того, чтобы качество конечного продукта соответствовало требованиям заказчика. Лёгкое постредактирование направлено на то, чтобы сделать полученный текст понятным; полное постредактирование – на то, чтобы сохранить стиль оригинала в переводе. С развитием машинного перевода полное постредактирование становится альтернативой ручному переводу. Почти все системы автоматизированного перевода (CAT) теперь поддерживают постредактирование результатов машинного перевода.

## Постредактирование и машинный перевод
Машинный перевод начали использовать по назначению в конце семидесятых годов в некоторых крупных учреждениях, таких как Европейская Комиссия и Панамериканская организация здравоохранения, а позже в некоторых корпорациях, таких как «Катерпиллар» и «Дженерал Моторс». Первые исследования по постредактированию проводились в восьмидесятых годах и были связаны с этими внедрениями. Для разработки соответствующих руководящих принципов и обучения члены Американской ассоциации машинного перевода (АМТА) и  Европейской ассоциации машинного перевода (EAMT) в 1999 году создали Специальную группу по постредактированию.
После девяностых годов, достижения в области компьютерной производительности и обеспечение связи ускорили развитие машинного перевода и позволили внедрить его через веб-браузер, в том числе в качестве бесплатного, полезного дополнения к основным поисковым системам (Google Translate, Bing Translator, Yahoo! Babel Fish). Более широкое признание далекого от совершенства машинного перевода сопровождалось также широким признанием постредактирования. Поскольку спрос на локализацию товаров и услуг растет так быстро, что людям-переводчикам не удастся удовлетворить его, даже с помощью памяти перевода и других технологий управления переводами, отраслевые органы, такие как Общество пользователей автоматизации переводов (TAUS), ожидают, что машинный перевод и постредактирование будут играть гораздо большую роль в течение следующих нескольких лет.
Использование машинного перевода иногда предполагает предредактирование.

## Легкое и полное постредактирование
В исследованиях, проходивших в восьмидесятые годы, различали степени постредактирования, которые сначала назывались обычное и быстрое или полное и быстрое. Легкое и полное постредактирование - наиболее распространенные термины.
Легкое постредактирование подразумевает минимальное вмешательство постредактора, так как его целью является помочь конечному пользователю понять смысл текста. Легкое постредактирование используется тогда, когда заказчику документ нужен срочно и качество стоит на втором месте.
Полное постредактирование предполагает большее вмешательство для того, чтобы достичь качества, необходимого клиенту. Считается, что результатом должен быть текст, который не только понятный, но и стилистически соответствует исходному тексту.
Что самое главное в полном постредактировании, конечный текст должен соответствовать всем критериям качества традиционного перевода. Однако считается, что переводчикам требуется меньше усилий для работы непосредственно с исходным текстом, чем для постредактирования перевода, сделанного машиной. С развитием машинного перевода ситуация может измениться. Для некоторых языковых пар и для некоторых задач, а также с движками, которые были настроены с учетом специфических для домена качественных данных, некоторые клиенты уже просят переводчиков заниматься постредактированием вместо того, чтобы переводить с нуля, считая, что качество будет аналогичным, а затраты - ниже.

## Эффективность постредактирования
Постредактирование используется, когда необработанный машинный перевод недостаточно хорош, а человеческий перевод не требуется. Постредактирование рекомендуется использовать, когда оно может увеличить производительность ручного перевода, по крайней мере, в два раза, а в случае легкого постредактирования – даже в четыре раза.
Однако эффективность постредактирования трудно предсказать. Согласно различным исследованиям постредактирование, как правило, происходит быстрее, чем перевод с нуля, независимо от языковых пар или опыта переводчиков. Однако нет единого мнения о том, сколько времени можно сэкономить с помощью постредактирования на практике (если вообще можно): в то время как в индустрии сообщается об экономии около 40% времени, некоторые академические исследования предполагают, что экономия времени в реальных условиях труда, скорее всего, составит от 0 до 20%. Специалисты также сообщают о негативном росте производительности там, где обработка текста требует больше времени, чем перевод с нуля.

## Постредактирование и рынок переводческих услуг
Примерно тридцать лет спустя постредактирование все еще остается «зарождающейся профессией». Какими характеристиками должен обладать постредактор, еще до конца не изучено. Постредактирование немного, но переплетается с переводом и редактированием. Большинство считает, что идеальным постредактором будет переводчик, стремящийся обучиться определенным навыкам, но есть и такие, кто считает, что билингва без опыта перевода обучить будет легче. Мало что известно о том, кто такие настоящие постредакторы, являются ли они профессиональными переводчиками, работают ли они в основном в качестве штатных сотрудников или самозанятых и на каких условиях. Многие профессиональные переводчики не любят постредактирование, в том числе потому, что оно, как правило, оплачивается по более низким ставкам, чем обычные переводы, и Международная ассоциация профессиональных переводчиков (IAPTI) особенно громко высказывается по этому поводу.
Качество вывода машинного перевода для постредактирования выше и, следовательно, требует меньше усилий после редактирования, когда машинный перевод обеспечивается нейронным, вертикальным или настраиваемым машинным переводом. Повышение эффективности перевода может быть измерено путем отслеживания времени, необходимого лингвистам для коррекции машинного перевода в одной и той же среде перевода, например, XTM Cloud, Системы управления переводом и Системы автоматизированного перевода, где можно сравнить время постредактирования и результаты оценки качества постредактируемых текстов.
Нет четких данных о том, насколько важное место занимает постредактирование в переводческой индустрии. Недавнее исследование показало, что 50% поставщиков языковых услуг предлагают его, но для 85% из них постредактирование составляет менее 10% от их производительности. Memsource, облачное окружение для автоматизированного перевода, утверждает, что более 50% перевода между английским и испанским, французским и другими языками было произведено с использованием памяти переводов вместе с машинным переводом. Постредактирование также производится с помощью порталов краудсорсинга таких как Unbabel, на котором к Ноябрю 2014 года было постредактировано более 11 миллионов слов.
Оценки производительности и объема в любом случае являются движущими целями, поскольку прогресс в области машинного перевода, в значительной степени обусловленный возвращением постредактируемого текста в его механизмы, будет означать, что чем больше будет сделано постредактирования, тем выше будет качество машинного перевода и тем более распространенным станет постредактирование.